# Homalomena picturata
Homalomena picturata är en kallaväxtart som först beskrevs av Jean Jules Linden och Éduard-François André, och fick sitt nu gällande namn av Eduard August von Regel. Homalomena picturata ingår i släktet Homalomena och familjen kallaväxter. Inga underarter finns listade.